# جام برندگان جام آسیا ۲۰۰۰–۱۹۹۹
جام برندگان جام آسیا ۲۰۰۰–۱۹۹۹ دهمین دورهٔ مسابقات جام برندگان جام آسیا که توسط کنفدراسیون فوتبال آسیا برگزار شد.
تیم شیمیزو اس-پالس نماینده ژاپن بدون باخت برای اولین بار قهرمان این دوره از رقابت‌ها شد و همچنین به مسابقات سوپر جام آسیا ۲۰۰۰ راه پیدا کرد.

## مرحله اول

### منطقه غرب
| تیم ۱         | نتیجه نهایی | تیم ۲   | بازی رفت | بازی برگشت |
| ------------- | ----------- | ------- | -------- | ---------- |
| استقلال       | ۱۵–۰        | هومنتمن | ۷–۰      | ۸–۰        |
| العربی        | برگزار نشد۱ | الزورا  |          |            |
| الاتحاد       | ۱–۴         | الریان  | ۰–۲      | ۱–۲        |
| الجیش         | ۲–۲ (گ.ز.)  | العین   | ۰–۱      | ۲–۱        |
| قیصر          | ۳–۳ (۴–۳ پ) | خجند    | ۳–۰      | ۰–۳        |
| الاهلی        | استراحت     |         |          |            |
| الاتحاد       | استراحت     |         |          |            |
| نوبهار نمنگان | استراحت     |         |          |            |

۱ العربی کناره‌گیری کرد

### منطقه شرق
| تیم ۱             | نتیجه نهایی | تیم ۲        | بازی رفت | بازی برگشت |
| ----------------- | ----------- | ------------ | -------- | ---------- |
| نیو رادیانت       | ۱–۴         | پلیس هوشی‌مین | ۱–۳      | ۰–۱        |
| شیمیزو اس-پالس    | استراحت     |              |          |            |
| آنیانگ ال‌جی چیتاز | استراحت     |              |          |            |
| شانگهای شنهوا     | استراحت     |              |          |            |
| بانک بانکوک       | استراحت     |              |          |            |
| چین جنوبی         | استراحت     |              |          |            |
| سمباونگ رنجرز     | استراحت     |              |          |            |
| پرسیبایا سورابایا | استراحت     |              |          |            |

## مرحله دوم

### منطقه غرب
| تیم ۱   | نتیجه نهایی | تیم ۲         | بازی رفت | بازی برگشت |
| ------- | ----------- | ------------- | -------- | ---------- |
| الاتحاد | ۲–۱         | استقلال       | ۱–۰      | ۱–۱        |
| الزورا  | ۵–۴         | الریان        | ۵–۲      | ۰–۲        |
| الاهلی  | ۳–۰         | الجیش         | ۱–۰      | ۲–۰        |
| قیصر    | ۲–۳         | نوبهار نمنگان | ۲–۲      | ۰–۱        |

### منطقه شرق
| تیم ۱         | نتیجه نهایی | تیم ۲             | بازی رفت | بازی برگشت |
| ------------- | ----------- | ----------------- | -------- | ---------- |
| شانگهای شنهوا | ۰–۲         | شیمیزو اس-پالس    | ۰–۰      | ۰–۲        |
| سمباونگ رنجرز | برگزار نشد۱ | آنیانگ ال‌جی چیتاز |          |            |
| پلیس هوشی‌مین  | ۱–۴         | چین جنوبی         | ۱–۱      | ۰–۳        |
| بانک بانکوک   | ۶–۰         | پرسیبایا سورابایا | ۵–۰      | ۱–۰        |

۱ سمباونگ رنجرز پیش از بازی رفت کناره‌گیری کرد

## یک چهارم نهایی

### منطقه غرب
| تیم ۱   | نتیجه نهایی | تیم ۲         | بازی رفت | بازی برگشت |
| ------- | ----------- | ------------- | -------- | ---------- |
| الاتحاد | ۱–۲         | الزورا        | ۱–۲      | ۰–۰        |
| الاهلی  | ۶–۳ ۱       | نوبهار نمنگان | ۶–۱      | ۰–۲        |

۱ الاهلی از شرکت در مرحله نیمه پایانی کناره‌گیری کرد و به جای آن نوبهار نمنگان جایگزین شد. الاهلی یکسال از شرکت در مسابقات آسیایی محروم شد.

### منطقه شرق
| تیم ۱          | نتیجه نهایی | تیم ۲              | بازی رفت | بازی برگشت |
| -------------- | ----------- | ------------------ | -------- | ---------- |
| شیمیزو اس-پالس | ۵–۲         | آنیانگ ال جی چیتاز | ۳–۱      | ۲–۱        |
| چین جنوبی      | ۳–۵         | بانک بانکوک        | ۳–۲      | ۰–۳        |

## نیمه نهایی
| شیمیزو اس-پالس | ۰–۰ (وقت اضافه، ۴ پ ۲) | بانک بانکوک |
| -------------- | ---------------------- | ----------- |
|                |                        |             |

| الزورا                         | ۲–۱ | نوبهار نمنگان    |
| ------------------------------ | --- | ---------------- |
| احمد سبیع ۴۵' · هشام محمد ۱۰۲' |     | شیرزاد نظروف ۳۶' |

## رده‌بندی
| بانک بانکوک                                                              | ۳–۱ | نوبهار نمنگان               |
| ------------------------------------------------------------------------ | --- | --------------------------- |
| آپیچارت تاوچالرمدیت ۴' (پ) · آپیروک سریارون ۳۶' · نوی هاتیهاکرینگرای ۳۸' |     | شاه‌خردجان میرخولدیرشائف ۲۳' |

## فینال
| شیمیزو اس-پالس | ۱–۰ | الزورا |
| -------------- | --- | ------ |
| شوهی ایکدا ۷۴' |     |        |

## قهرمان
| قهرمان جام برندگان جام آسیا ۲۰۰۰–۱۹۹۹ |
| ------------------------------------- |
| شیمیزو اس-پالس                        |
| اولین قهرمانی                         |